# Deco
Anderson Luis de Souza, ismertebb nevén Deco (São Bernardo do Campo, Brazília, 1977. augusztus 27. –) brazil származású portugál labdarúgó, posztja szerint középpályás volt.

## Pályafutása

### A kezdetek
Deco profi pályafutását a Nacional Sao Paulo csapatában kezdte Brazíliában. Művészneve gyerekkorában alakult ki, az Anderson szóból. Ezután egy szezont a Corinthians-ban töltött, majd Európába szerződött. A Benfica az első európai idényében kölcsönadta az Alverca-nak, amely a fiókcsapataként működött a másodosztályban. Jól ment neki a játék, felfigyelt rá az FC Porto is, azonban szerződtetésére még egy évet várnia kellett.

### Porto
Öt sikeres évet töltött itt, többek között José Mourinho irányítása alatt. Az európai élcsapatok figyelmét azonban nem a luzitán bajnokságban nyújtott kiegyensúlyozott teljesítményével, hanem a Bajnokok Ligájában mutatott fantasztikus produkciójával vívta ki. Costinha és a csapatkapitány Jorge Costa mellett ő volt a vezéregyénisége a legjobb 16 között Manchestert, majd a döntőben a Monacót legyőző együttesnek. Teljesítményének elismeréseként a BL-finálé és az egész sorozat legjobb futballistájának választották.
BL győzelme után (már portugál válogatottként) részt vehetett az európai kontinensviadalon is. A szövetségi kapitány kijelentette, hogy Rui Costával nem szerepelhet együtt a pályán, de a brazil mester őt részesítette előnyben. A válogatottal is eljutott a döntőig, ahol a görögök legyőzték őket.

### Barcelona
Deco számára ezután adott volt a lehetőség, hogy egy még híresebb csapatba szerződjön. Kereste őt a Chelsea is, akik José Mourinho menedzser érkezésével még vele akarták kiegészíteni a Ferreira-Carvalho-Tiago tengelyt, ő azonban az angolokkal szemben a Barcát választotta. Sokan feleslegesnek tartották leigazolását, hiszen Iniesta, Xavi és Ronaldinho is tudott játszani a posztján. Frank Rijkaard sikeresen beépítette őt a csapatba, ahol nemcsak a támadásoknál kapott kiemelkedő szerepet, mint tette ezt a Portóban, hanem a védekezésből is aktívan kivette részét. Klasszis megoldásokra képes, mint szervező középpályás a játéktér középső részén, emellett a tizenhatos környéki szabadrúgásai is életveszélyesek. Brazil lévén technikai képzettsége is magas szintű. Rendkívül jól „lát a pályán”, és észreveszi a kiugratási lehetőségeket, a lövőhelyzeteket.

### Chelsea

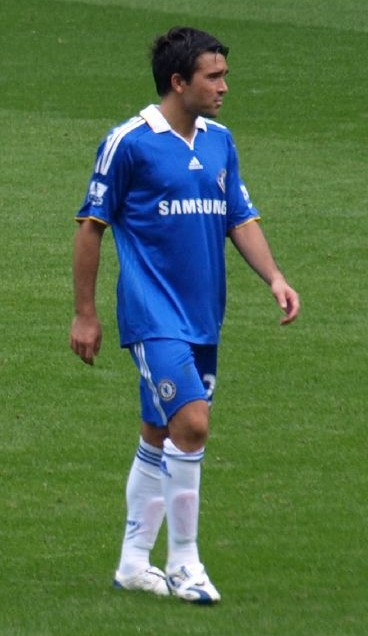
Deco a Chelsea-ben

Deco 2008. június 30-án igazolt át a Barcelonától a Chelsea-be közel 7.9 millió fontért. Kétéves szerződést írt alá az angol klubnál. Ő volt az új vezetőedző, Luís Felipe Scolari első igazolása, akivel Deco már dolgozott együtt a portugál válogatottban. Első Premier League mérkőzésén, 2008. augusztus 17-én a Portsmouth ellen a 88. percben gólt szerzett és megválasztották a mérkőzés játékosának. Csapata 4–0-ra nyert, ezzel elfoglalták az első helyet a bajnokságban. Második mérkőzésén is folytatta a gólszerzést; a Wigan ellen volt eredményes a 4. percben, gólja győztes találatnak bizonyult.

### Fluminense
2010. augusztus 7-én az angol Chelsea csapatából a brazil Fluminense csapatához igazolt.

## Visszavonulása
2013. augusztus 26-án bejelentette visszavonulását, így a brazil születésű portugál játékmester nem töltötte ki a szezon végéig szóló szerződését a Fluminense együttesénél.

## Sikerei, díjai

### Csapatsikerek
- UEFA-bajnokok ligája: 2004, 2006
- UEFA-kupa: 2003
- Portugál Liga: 1999, 2003, 2004
- Portugál Kupa: 2000, 2001, 2003
- Portugál Szuperkupa: 1999, 2001, 2003
- La Liga: 2005, 2006
- Spanyol Szuperkupa: 2005, 2006
- UEFA-szuperkupa döntős (Portóval): 2003
- Portugál Liga ezüstérmes: 2000, 2001
- Portugál Kupa döntős: 2004
- Portugál Szuperkupa döntős: 2000
- La Liga ezüstérmes: 2007
- FIFA-klubvilágbajnokság döntős: 2006
- UEFA-szuperkupa döntős (Barcelonával): 2006
- Labdarúgó-Európa-bajnokság döntős: 2004
- Premier League 2009–10
- FA Cup 2009, 2010
- Community Shield 2009

### Egyéni
- FIFA Klub vb Aranylabda: 2006
- UEFA Bajnokok Ligája MVP: 2004
- UEFA legjobb középpályás díj: 2004, 2006
- Európai Ezüstlabda (Az Aranylabda szavazásán második helyezés): 2003–04
- Az év portugál labdarúgója: 2004
- Portugál aranylabda: 2003